# Beenakia fuliginosa
Beenakia fuliginosa är en svampart som först beskrevs av Rudolf Arnold Maas Geesteranus, och fick sitt nu gällande namn av Parmasto & Ryvarden 1990. Beenakia fuliginosa ingår i släktet Beenakia och familjen Clavariadelphaceae.   Inga underarter finns listade i Catalogue of Life.